# Rudtjärnarna, Dalarna
Rudtjärnarna är en sjö i Hedemora kommun i Dalarna och ingår i Dalälvens huvudavrinningsområde.